# Thủ Dầu Một

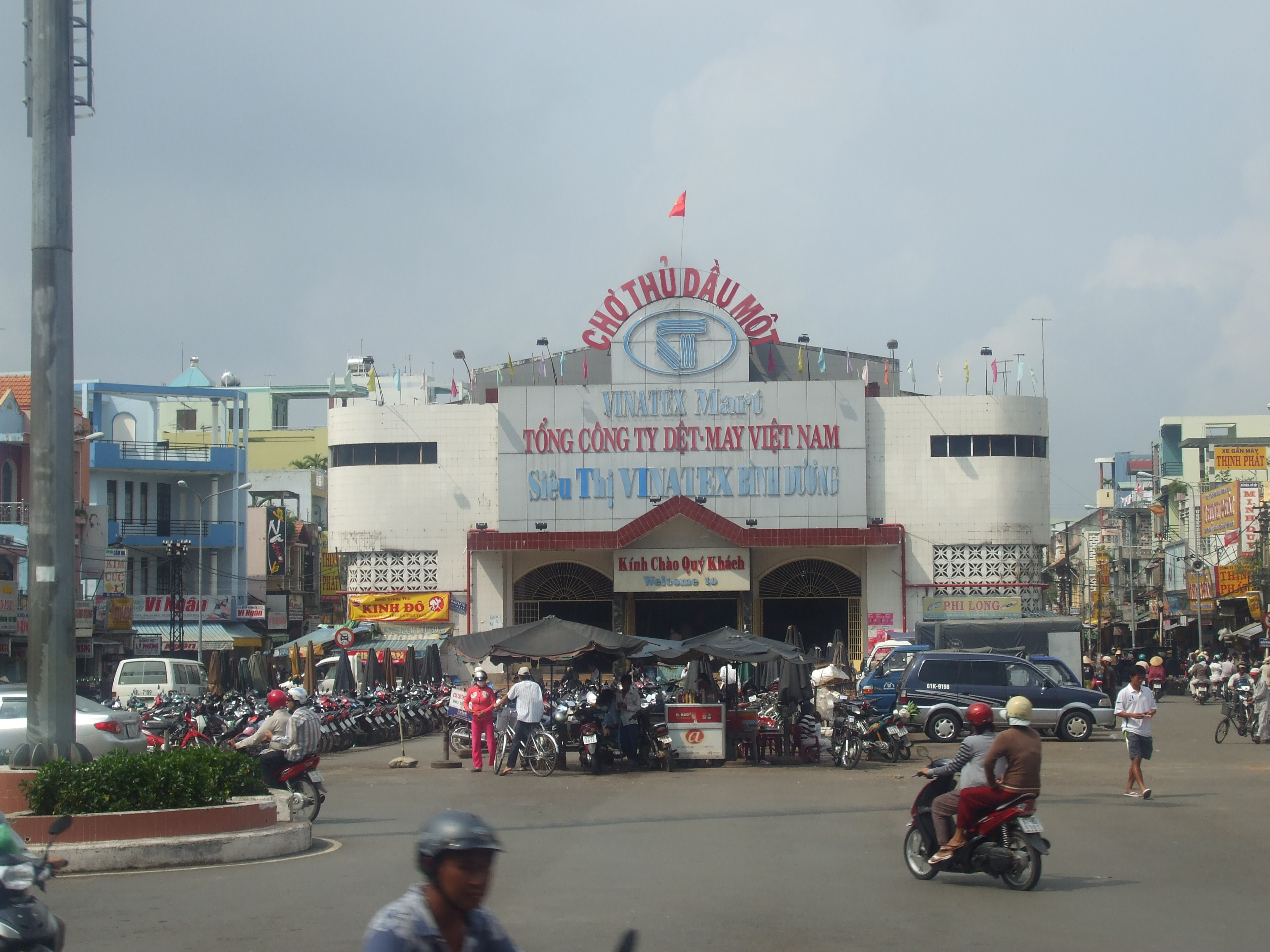

Thủ Dầu Một wymowaⓘ – miasto w południowym Wietnamie, nad rzeką Sajgon, ośrodek administracyjny prowincji Bình Dương. W 2009 roku liczyło 187 379 mieszkańców. Miasto składa się z 5 dzielnic miejskich i 5 wiejskich.